# 제64회 미국 작가 조합상
제64회 미국 작가 조합상은 2011년 뛰어난 활동을 보인 영화 작가를 기리기 위해 2012년 2월에 열린 시상식이다.

## 수상 및 후보

### 각본상
- 미드나잇 인 파리 - 우디 앨런 수상

### 각색상
- 디센던트 - 알렉산더 페인 수상

### 다큐멘터리 각본상
- 덫: 선동 혹은 사주 - 케이티 갤로웨이 외 1명 수상

### TV 드라마 시리즈
- 브레이킹 배드 - 빈스 길리건 외 6명 수상
- 보드워크 엠파이어 - 마가렛 내글 외 7명
- 왕좌의 게임 - 데이비드 베니오프 외 4명
- 더 굿 와이프 - 코린 브링커호프 외 11명
- 홈랜드 - 헨리 브롬멜 외 6명

### TV 코미디 시리즈
- 모던 패밀리 3 - 제이슨 와이너 수상
- 30 락 - 잭 버딧 외 13명
- 커브 유어 인쑤지애즘 - 래리 데이빗 외 3명
- 루이 - 루이스 C.K. 외 1명
- 팍스 앤 레크리에이션 - 그렉 다니엘스 외 15명

### TV 뉴 시리즈
- 홈랜드 - 하워드 고든 외 6명 수상
- 에피소드 - 데이빗 크레인 외 1명
- 왕좌의 게임 - 데이비드 베니오프 외 4명
- 더 킬링 - 수 휴 외 8명
- 뉴 걸 - 엘리자베스 메리웨더 외 11명

### TV 드라마 에피소드
- 브레이킹 배드 - 빈스 길리건 수상
- 보드워크 엠파이어 - 이타마르 모세
- 보드워크 엠파이어 - 바스쉬바 도란
- 브레이킹 배드 - 토머스 슈노즈 외 1명
- 홈랜드 - 헨리 브롬멜

### TV 코미디 에피소드
- 모던 패밀리 - 스티븐 레비탄 외 1명 수상
- 오피스 - 그렉 다니엘스
- 모던 패밀리 - 댄 오섀넌 외 1명
- 위즈 - 스티븐 폴크
- 오피스 - 로버트 패드닉
- 30 Rock - 트레이시 위그필드

### TV 장편 각본상
- 시네마 베리테 - 데이비드 셀처 수상
- 파이브 - 데어드레 오코너 외 4명

### TV 장편 각색상
- 투 빅 투 페일 - 피터 굴드 수상
- 밀드레드 피어스 - 존 레이몬드 외 1명

### TV 애니메이션상
- 심슨 가족 - 조엘 H. 코엔 수상
- 심슨 가족 - 팀 롱
- 심슨 가족 - 롭 라제브닉
- 심슨 가족 - 크리스 클루스
- 벤 10: 에이리언 포스 - 렌 울리
- 퓨쳐라마 - 에릭 로저스

### TV 코미디/버라이어티
- 코난 - 코난 오브라이언 외 18명
- 존 벤자민 하스 어 반 - 레오 앨런 외 1명
- 레이트 나이트 위드 지미 펄론 - 지미 펄론 외 17명
- 리얼 타임 위드 빌 마허 - 빌리 마틴 외 8명
- 새터데이 나잇 라이브 - 아키바 샤퍼 외 30명
- 더 콜버트 리포트 - 제이 카치어 외 16명
- 더 데일리 쇼 위드 존 스튜어트 - 케빈 블레이어 외 16명

### TV 낮 드라마
- 제너럴 호스피털 - 메그 베넷 외 9명 수상
- 올 마이 칠드런 - 제프 벨드너 외 12명
- 더 영 앤 더 레스트리스 - 톰 카시엘로 외 15명

### TV 어린이방송 에피소드
- 슈퍼 닌자! - 레오 추 외 1명 수상
- 팔로우 댓 버드 - 조셉 마짜리노
- 아이칼리 - 댄 슈나이더 외 1명
- 지크 앤드 루터 - 데빈 번제 외 1명
- 트룹 - 맥스 버네트
- 이매진네이션 무버스 - 리처드 기텔슨 외 4명

### TV 다큐멘터리 - 시사
- 프론트라인 - 마이크 와이저 외 1명 수상
- 노바 - 줄리아 코트 외 1명
- 프론트라인 - 마틴 스미스 외 1명

### TV 다큐멘터리 - 그외
- 프론트라인 - 마틴 스미스 외 1명 수상
- 디 아메리칸 익스피어리언스 - 마크 데이비스
- 갓 인 아메리카 - 데이빗 벨턴
- 아메리칸 익스피어런스 - 머더 오브 에멧 틸 - 스탠리 넬슨
- 디 아메리칸 익스피어리언스 - 오스틴 호이트
- 노바 - 다니엘 맥케이브
- 프로어비션 - 제프리 C. 워드
- 디 아메리칸 익스피어리언스 - 마크 주우닛저

### TV 뉴스 - 게시판 or 보고서
- 프론트라인 - 마틴 스미스 외 1명 수상

### TV 뉴스 - 분석, 기능, 해설
- 프론트라인 - 톰 제닝스 수상

### 파울 셀빈 명예상
- 헬프 - 테이트 테일러 수상